# Hatem Boukottaya
Hatem Boukottaya – tunezyjski zapaśnik walczący w stylu wolnym. Brązowy medalista igrzysk panarabskich w 1992. Zajął piąte miejsce na mistrzostwach Afryki w 1996; siódme w 1993 roku.